# Codex Climaci Rescriptus
Der Codex Climaci Rescriptus (Unzial 0250 nach Gregory-Aland, davor Lektionar ℓ 1561 nach Gregory für CCR5 und CCR6) ist ein Palimpsest mit biblischen und patristischen Texten aus dem 5. bis 7. Jahrhundert. Unter Abschriften zweier Texte von Johannes Climacus in syrischer Sprache aus dem 9. Jahrhundert, der „Scala Paradisi“ und dem „Liber ad Pastorem“, wurden insgesamt sechs biblische Manuskripte und zwei hagiograpische entdeckt. Sechs enthalten Texte aus dem Alten und Neuen Testament und zwei eine unbekannte Homilie und ein Apokryphon in christlich-palästinisch-aramäischer Sprache, und zwei Texte des Neuen Testaments in griechischer Sprache.
Die Handschrift besteht aus 146 Pergamentblättern.

## Aramäische Texte
112 Blätter enthalten Texte in Christlich-Palästinisch-Aramäischen, das in einer veränderten Variante der Estrangela-Schrift geschrieben wurde. Die Blätter sind 23 cm × 18,5 cm groß und zweispaltig zu je 18–23 Zeilen gehalten. Sie werden in das 5. bis 7. Jahrhundert datiert.
- CCR 1: Matthäus 21–28, Markus 1–2
- CCR 2: Apostelgeschichte, Paulusbriefe, 2. Petrusbrief, 1. Johannesbrief
- CCR 3: Lektionar mit Perikopen aus dem Alten und Neuen Testament
- CCR 4: unbekannte Homilie; Transitus Mariae[3]
- CCR 7: Leviticus
- CCR 8: Lektionar mit Perikopen aus Johannes und Hebräer

## Griechische Texte
34 Blätter enthalten Texte in griechischer Sprache. Sie sind 23 cm × 15,5 cm groß und zweispaltig in je 31 Zeilen in Unzialen beschrieben. Diese werden auf das 8. Jahrhundert datiert.
- CCR 5: Evangelien
- CCR 6: Evangelien

## Geschichte
Das erste Blatt des Kodex wurde 1895 in Kairo von den Zwillingsschwestern Agnes Smith Lewis und Margaret Dunlop Gibson entdeckt. Ein weiterer Teil mit 89 Folien wurde 1905 von einem Berliner Orientalisten angekauft und der letzte Teil mit 48 Blättern 1906 in Port Tawfik erworben. Diese 137 Folien wurden von den beiden Schwestern dem Westminster College in Cambridge gestiftet. Ein weiteres Blatt befindet sich in der Mingana Collection der University of Birmingham. 2009 wurde der Westminster College Teil vergeblich zur Versteigerung angeboten. Danach kaufte sie die Green Collection in Oklahoma City. Inzwischen tauchten acht neue Blätter im Katharinenkloster (Sinai) auf.

## Texteditionen
- Agnes Smith Lewis: Codex Climaci Rescriptus: Fragments of Sixth Century Palestinian Syriac Texts of the Gospels, of the Acts of the Apostles and of St Paul’s Epistles. Also Fragments of an Early Palestinian Lectionary of the Old Testament, etc. (= Horae Semiticae VIII). Cambridge 1909. (Neuausgabe: Cambridge University Press 2010. ISBN 978-1-108-01907-1)
- Hugo Duensing: Zwei christlich-palästinisch-aramäische Fragmente aus der Apostelgeschichte. Zeitschrift für die neutestamentliche Wissenschaft 56, 1938, S. 42–46.
- Matthew Black: A Palestinian-Syriac Palimpsest Leaf of Acts XXI, 14–26. Bulletin of the John Ryland Library 23, 1939, S. 201–214.
- Ian A. Moir: Codex Climaci Rescriptus Graecus: A Study of Portions of the Greek New Testament Comprising the Underwriting of Part of a Palimpsest in the Library of Westminster College, Cambridge (Ms. Gregory 1561, L) (= Texts and Studies, NS 2). Cambridge 1956.
- Christa Müller-Kessler, Michael Sokoloff (Hrsg.): The Christian Palestinian Aramaic Old Testament and Apocrypha Version from the Early Period (= A Corpus of Christian Palestinian Aramaic I). Groningen 1997. ISBN 90-5693-007-9
- Christa Müller-Kessler, Michael Sokoloff (Hrsg.): The Christian Palestinian Aramaic New Testament Version from the Early Period: Gospels (= A Corpus of Christian Palestinian Aramaic IIA). Groningen 1998. ISBN 90-5693-018-4
- Christa Müller-Kessler, Michael Sokoloff (Hrsg.): The Christian Palestinian Aramaic New Testament Version from the Early Period. Acts of the Apostles and Epistles (= A Corpus of Christian Palestinian Aramaic IIB). Groningen 1998. ISBN 90-5693-019-2
- Christa Müller-Kessler: An Overlooked Christian Palestinian Aramaic Witness of the Dormition of Mary in Codex Climaci Rescriptus (CCR IV), Collectanea Christiana Orientalia 16, 2019, S. 81–98

## Weblink
- https://sinai.library.ucla.edu